# 古巴硬毛鼠
古巴硬毛鼠（学名：Capromys pilorides）是啮齿目硬毛鼠科的一种，体长31～60厘米，尾长14～29厘米，重2.8～8.5公斤，是现存最大的一种硬毛鼠。
古巴硬毛鼠的妊娠期为110～140天，幼鼠需哺乳约152天，10月后即可达到性成熟。寿命约为11年。主要以植物及小动物为食，广泛分布于古巴诸岛。